# Lijst van voetbalinterlands Iran - Zuid-Korea
Deze lijst van voetbalinterlands geeft een overzicht van alle officiële voetbalwedstrijden tussen de nationale teams van Iran en Zuid-Korea. De landen speelden tot op heden 33 keer tegen elkaar. De eerste ontmoeting, een groepswedstrijd tijdens de Aziatische Spelen 1958, werd gespeeld in Tokio (Japan) op 28 mei 1958. Het laatste duel, een kwalificatiewedstrijd voor het Wereldkampioenschap voetbal 2022, vond plaats op 24 maart 2022 in Seoel.

## Wedstrijden
| №  | Plaats       | Datum             | Competitie                 | Wedstrijd         | Uitslag |
| -- | ------------ | ----------------- | -------------------------- | ----------------- | ------- |
| 1  | Tokio        | 28 mei 1958       | Aziatische Spelen 1958     | Zuid-Korea – Iran | 5 – 0   |
| 2  | Bangkok      | 11 december 1970  | Aziatische Spelen 1970     | Zuid-Korea – Iran | 1 – 0   |
| 3  | Seoel        | 10 september 1971 | Vriendschappelijk          | Zuid-Korea – Iran | 2 – 0   |
| 4  | Seoul        | 12 september 1971 | Vriendschappelijk          | Zuid-Korea – Iran | 0 – 2   |
| 5  | Bangkok      | 19 mei 1972       | Azië Cup 1972              | Iran – Zuid-Korea | 2 – 1   |
| 6  | Teheran      | 11 september 1974 | Aziatische Spelen 1974     | Iran – Zuid-Korea | 2 – 0   |
| 7  | Busan        | 3 juli 1977       | WK 1978 kwalificatie       | Zuid-Korea – Iran | 0 – 0   |
| 8  | Teheran      | 11 november 1977  | WK 1978 kwalificatie       | Iran – Zuid-Korea | 2 – 2   |
| 9  | New Delhi    | 25 november 1982  | Aziatische Spelen 1982     | Iran – Zuid-Korea | 1 – 0   |
| 10 | Busan        | 1 oktober 1986    | Aziatische Spelen 1986     | Zuid-Korea – Iran | 1 – 1   |
| 11 | Doha         | 11 december 1988  | Azië Cup 1988              | Zuid-Korea – Iran | 3 – 0   |
| 12 | Peking       | 3 oktober 1990    | Aziatische Spelen 1990     | Zuid-Korea – Iran | 0 – 1   |
| 13 | Doha         | 16 oktober 1993   | WK 1994 kwalificatie       | Iran – Zuid-Korea | 0 – 3   |
| 14 | Dubai        | 16 december 1996  | Azië Cup 1996              | Zuid-Korea – Iran | 2 – 6   |
| 15 | Tripoli      | 23 oktober 2000   | Azië Cup 2000              | Iran – Zuid-Korea | 1 – 2   |
| 16 | Caïro        | 24 april 2001     | Vriendschappelijk          | Iran – Zuid-Korea | 0 – 1   |
| 17 | Jinan        | 31 juli 2004      | Azië Cup 2004              | Zuid-Korea – Iran | 3 – 4   |
| 18 | Seoel        | 12 oktober 2005   | Vriendschappelijk          | Zuid-Korea – Iran | 2 – 0   |
| 19 | Seoel        | 2 september 2006  | Azië Cup 2007 kwalificatie | Zuid-Korea – Iran | 1 – 1   |
| 20 | Teheran      | 15 november 2006  | Azië Cup 2007 kwalificatie | Iran – Zuid-Korea | 2 – 0   |
| 21 | Kuala Lumpur | 22 juli 2007      | Azië Cup 2007              | Iran – Zuid-Korea | 0 – 0   |
| 22 | Teheran      | 11 februari 2009  | WK 2010 kwalificatie       | Iran – Zuid-Korea | 1 – 1   |
| 23 | Seoel        | 17 juni 2009      | WK 2010 kwalificatie       | Zuid-Korea – Iran | 1 – 1   |
| 24 | Seoel        | 7 september 2010  | Vriendschappelijk          | Zuid-Korea – Iran | 0 – 1   |
| 25 | Doha         | 22 januari 2011   | Azië Cup 2011              | Iran – Zuid-Korea | 0 – 1   |
| 26 | Teheran      | 16 oktober 2012   | WK 2014 kwalificatie       | Iran – Zuid-Korea | 1 – 0   |
| 27 | Ulsan        | 18 juni 2013      | WK 2014 kwalificatie       | Zuid-Korea – Iran | 0 – 1   |
| 28 | Teheran      | 18 november 2014  | Vriendschappelijk          | Iran – Zuid-Korea | 1 – 0   |
| 29 | Teheran      | 11 oktober 2016   | WK 2018 kwalificatie       | Iran – Zuid-Korea | 1 – 0   |
| 30 | Seoel        | 31 augustus 2017  | WK 2018 kwalificatie       | Zuid-Korea − Iran | 0 − 0   |
| 31 | Seoel        | 11 juni 2019      | Vriendschappelijk          | Zuid-Korea − Iran | 1 − 1   |
| 32 | Teheran      | 12 oktober 2021   | WK 2022 kwalificatie       | Iran − Zuid-Korea | 1 − 1   |
| 33 | Seoel        | 24 maart 2022     | WK 2022 kwalificatie       | Zuid-Korea − Iran | 2 − 0   |

## Samenvatting
| Competitie            | Totaal gespeeld | Winst Iran | Gelijk | Winst Zuid-Korea | Doelsaldo Iran – Zuid-Korea |
| --------------------- | --------------- | ---------- | ------ | ---------------- | --------------------------- |
| WK-kwalificatie       | 11              | 3          | 6      | 2                | 8 − 10                      |
| Azië Cup              | 7               | 3          | 1      | 3                | 13 − 12                     |
| Azië Cup-kwalificatie | 2               | 1          | 1      | 0                | 3 − 1                       |
| Aziatische Spelen     | 6               | 3          | 1      | 2                | 5 − 7                       |
| Vriendschappelijk     | 7               | 3          | 1      | 3                | 5 − 6                       |
| Totaal                | 33              | 13         | 10     | 10               | 34 − 36                     |

## Details

### Achttiende ontmoeting
| Vriendschappelijk (Seoel, Zuid-Korea, 12 oktober 2005): |       |      |
| Zuid-Korea                                              | 2 – 0 | Iran |
| Cho Won-hee 1' Kim Jin-kyu 90'                          | goals |      |

FFIRI · 
A-internationals · 
Selecties · Bondscoaches · 
Statistieken · 
Iraans vrouwenelftal · 
Iran U21 · 
Iran U20 · 
Iran U19 · 
Iran U18 · 
Iran U17
1940 – 1969 · 
1970 – 1979 · 
1980 – 1989 · 
1990 – 1999 · 
2000 – 2009 · 
2010 – 2019 ·
2020 − 2029
Asian Cup 1960 · 
Asian Cup 1968 · 
Asian Cup 1972 · 
Asian Cup 1976 · 
Asian Cup 1980 · 
Asian Cup 1984 · 
Asian Cup 1988 · 
Asian Cup 1992 · 
Asian Cup 1996 · 
Asian Cup 2000 · 
Asian Cup 2004 · 
Asian Cup 2007 · 
Asian Cup 2011
WK 1978 · 
WK 1998 · 
WK 2006 · 
WK 2014 · 
WK 2018
OS 1964 · 
OS 1972 · 
OS 1976
1941 · 
1942–1946 · 
1947 · 
1948 · 
1949 · 
1950 · 
1951 · 
1952 · 
1953–1957 · 
1958 · 
1959 · 
1960–1961 · 
1962 · 
1963 · 
1964 · 
1965 · 
1966 · 
1967 · 
1968 · 
1969 · 
1970 · 
1971 · 
1972 · 
1973 · 
1974 · 
1975 · 
1976 · 
1977 · 
1978 · 
1979 · 
1980 · 
1981 · 
1982 · 
1983 · 
1984 · 
1985 · 
1986 · 
1987 · 
1988 · 
1989 · 
1990 · 
1991 · 
1992 · 
1993 · 
1994 · 
1995 · 
1996 · 
1997 · 
1998 · 
1999 · 
2000 · 
2001 · 
2002 · 
2003 · 
2004 · 
2005 · 
2006 · 
2007 · 
2008 · 
2009 · 
2010 · 
2011 · 
2012 ·
2013 ·
2014 ·
2015 ·
2016 ·
2017 ·
2018 ·
2019 ·
2020 ·
2021 ·
2022 ·
2023 ·
2024
Afghanistan ·
Albanië ·
Algerije ·
Angola ·
Argentinië ·
Armenië ·
Australië ·
Azerbeidzjan ·
Bahrein ·
Bangladesh ·
Bolivia ·
Bosnië en Herzegovina ·
Botswana ·
Brazilië ·
Bulgarije ·
Burkina Faso ·
Cambodja ·
Canada ·
Chili ·
China ·
Costa Rica ·
Cyprus ·
Denemarken ·
Duitsland ·
Ecuador ·
Egypte ·
Engeland ·
Filipijnen ·
Frankrijk ·
Georgië ·
Ghana ·
Guam ·
Guatemala ·
Guinee ·
Hongarije ·
Hongkong ·
Ierland ·
IJsland ·
India ·
Indonesië ·
Irak ·
Israël ·
Jamaica ·
Japan ·
Jemen ·
Joegoslavië ·
Jordanië ·
Kameroen ·
Kazachstan ·
Kenia ·
Kirgizië ·
Koeweit ·
Kroatië ·
Laos ·
Libanon ·
Libië ·
Litouwen ·
Madagaskar ·
Malediven ·
Maleisië ·
Mali ·
Marokko ·
Mexico ·
Montenegro ·
Mozambique ·
Myanmar ·
Nederland ·
Nepal ·
Nicaragua ·
Nieuw-Zeeland ·
Nigeria ·
Noord-Korea ·
Noord-Macedonië ·
Oeganda ·
Oekraïne ·
Oezbekistan ·
Oman ·
Oostenrijk ·
Pakistan ·
Palestina ·
Panama ·
Papoea-Nieuw-Guinea ·
Paraguay ·
Peru ·
Polen ·
Portugal ·
Qatar ·
Roemenië ·
Rusland ·
Saoedi-Arabië ·
Schotland ·
Senegal ·
Sierra Leone ·
Singapore ·
Slowakije ·
Sovjet-Unie ·
Spanje ·
Sri Lanka ·
Syrië ·
Tadzjikistan ·
Taiwan ·
Thailand ·
Togo ·
Trinidad en Tobago ·
Tsjecho-Slowakije ·
Tunesië ·
Turkije ·
Turkmenistan ·
Uruguay ·
Venezuela ·
Verenigde Arabische Emiraten ·
Verenigde Staten ·
Vietnam ·
Wales ·
Wit-Rusland ·
Zambia ·
Zuid-Jemen ·
Zuid-Korea ·
Zweden
Angola (2006) ·
Argentinië (2014) ·
Bosnië en Herzegovina (2014) ·
Marokko (2018) ·
Mexico (2006) ·
Nigeria (2014) ·
Portugal (2006) ·
Portugal (2018) ·
Spanje (2018)
KFA · A-internationals · Selecties · Bondscoaches · Zuid-Koreaans vrouwenelftal · Olympisch elftal · Zuid-Korea U21 · Zuid-Korea U20 · Zuid-Korea U19 · Zuid-Korea U18 · Zuid-Korea U17
1940 – 1949 ·
1950 – 1959 ·
1960 – 1969 ·
1970 – 1979 ·
1980 – 1989 ·
1990 – 1999 ·
2000 – 2009 ·
2010 – 2019 ·
2020 − 2029
WK 1954 · 
WK 1986 · 
WK 1990 · 
WK 1994 · 
WK 1998 · 
WK 2002 · 
WK 2006 · 
WK 2010 · 
WK 2014 · 
WK 2018
OS 1948 ·
OS 1964 ·
OS 1988 ·
OS 1992 ·
OS 1996 ·
OS 2000 ·
OS 2004 ·
OS 2008 ·
OS 2012 ·
OS 2016 ·
OS 2020
1948 ·
1949 ·
1950 · 
1951 · 1952 · 
1953 · 
1954 · 
1955 · 
1956 · 
1957 · 
1958 · 
1959 ·
1960 · 
1961 · 
1962 · 
1963 · 
1964 · 
1965 · 
1966 · 
1967 · 
1968 · 
1969 ·
1970 · 
1971 · 
1972 · 
1973 · 
1974 · 
1975 · 
1976 · 
1977 · 
1978 · 
1979 ·
1980 · 
1981 · 
1982 · 
1983 · 
1984 · 
1985 · 
1986 · 
1987 · 
1988 · 
1989 ·
1990 ·
1991 · 
1992 · 
1993 · 
1994 · 
1995 · 
1996 · 
1997 · 
1998 · 
1999 · 
2000 · 
2001 · 
2002 · 
2003 · 
2004 · 
2005 · 
2006 · 
2007 · 
2008 · 
2009 · 
2010 · 
2011 ·
2012 ·
2013 ·
2014 ·
2015 ·
2016 ·
2017 ·
2018 ·
2019 ·
2020 ·
2021 ·
2022 ·
2023 ·
2024
Afghanistan ·
Algerije ·
Angola ·
Argentinië ·
Australië ·
Bahrein ·
Bangladesh ·
België ·
Bolivia ·
Bosnië en Herzegovina ·
Brazilië ·
Brunei ·
Bulgarije ·
Burkina Faso ·
Cambodja ·
Canada ·
Chili ·
China ·
Colombia ·
Costa Rica ·
Cuba ·
Denemarken ·
Duitsland ·
Ecuador ·
Egypte ·
El Salvador ·
Engeland ·
Filipijnen ·
Finland ·
Frankrijk ·
Georgië ·
Ghana ·
Griekenland ·
Guam ·
Guatemala ·
Haïti ·
Honduras ·
Hongarije ·
Hongkong ·
IJsland ·
India ·
Indonesië ·
Irak ·
Iran ·
Israël ·
Italië ·
Ivoorkust ·
Jamaica ·
Japan ·
Jemen ·
Joegoslavië ·
Jordanië ·
Kameroen ·
Kazachstan ·
Kenia ·
Kirgizië ·
Koeweit ·
Kroatië ·
Laos ·
Letland ·
Libanon ·
Libië ·
Luxemburg ·
Macau ·
Malediven ·
Maleisië ·
Mali ·
Malta ·
Marokko ·
Mexico ·
Moldavië ·
Mongolië ·
Myanmar ·
Nederland ·
Nepal ·
Nieuw-Zeeland ·
Nigeria ·
Noord-Ierland ·
Noord-Korea ·
Noord-Macedonië ·
Noorwegen ·
Oekraïne ·
Oezbekistan ·
Oman ·
Pakistan ·
Palestina ·
Panama ·
Paraguay ·
Peru ·
Polen ·
Portugal ·
Qatar ·
Roemenië ·
Rusland ·
Saoedi-Arabië ·
Schotland ·
Senegal ·
Servië ·
Servië en Montenegro ·
Singapore ·
Slowakije ·
Soedan ·
Spanje ·
Sri Lanka ·
Syrië ·
Tadzjikistan ·
Taiwan ·
Thailand ·
Togo ·
Trinidad en Tobago ·
Tsjechië ·
Tunesië ·
Turkije ·
Turkmenistan ·
Uruguay ·
Venezuela ·
Verenigde Arabische Emiraten ·
Verenigde Staten ·
Vietnam ·
Wales ·
Wit-Rusland ·
Zambia ·
Zuid-Jemen ·
Zuid-Vietnam ·
Zweden ·
Zwitserland
Algerije (2014) · 
Australië (2015, 2) ·
België (2014) · 
Duitsland (2018) · 
Frankrijk (2006) · 
Griekenland (2010) ·
Mexico (2018) ·
Nigeria (2010) · 
Portugal (2022) · 
Rusland (2014) · 
Togo (2006) · 
Zweden (2018) ·
Zwitserland (2006)